# Джайлс Скотт
Джайлс Скотт (англ. Giles Scott, нар. 23 червня 1987, Гантінгдон, Велика Британія) — британський яхтсмен, олімпійський чемпіон 2016 та 2020 року.

## Виступи на Олімпіадах
| Олімпіада           | Дисципліна | Місце |
| ------------------- | ---------- | ----- |
| Ріо-де-Жанейро 2016 | Фінн       | 1     |
| Токіо 2020          | Фінн       | 1     |

## Зовнішні посилання
- Джайлс Скотт — олімпійська статистика на сайті Sports-Reference.com (англ.) (архівна версія)